# Bouddhisme coréen

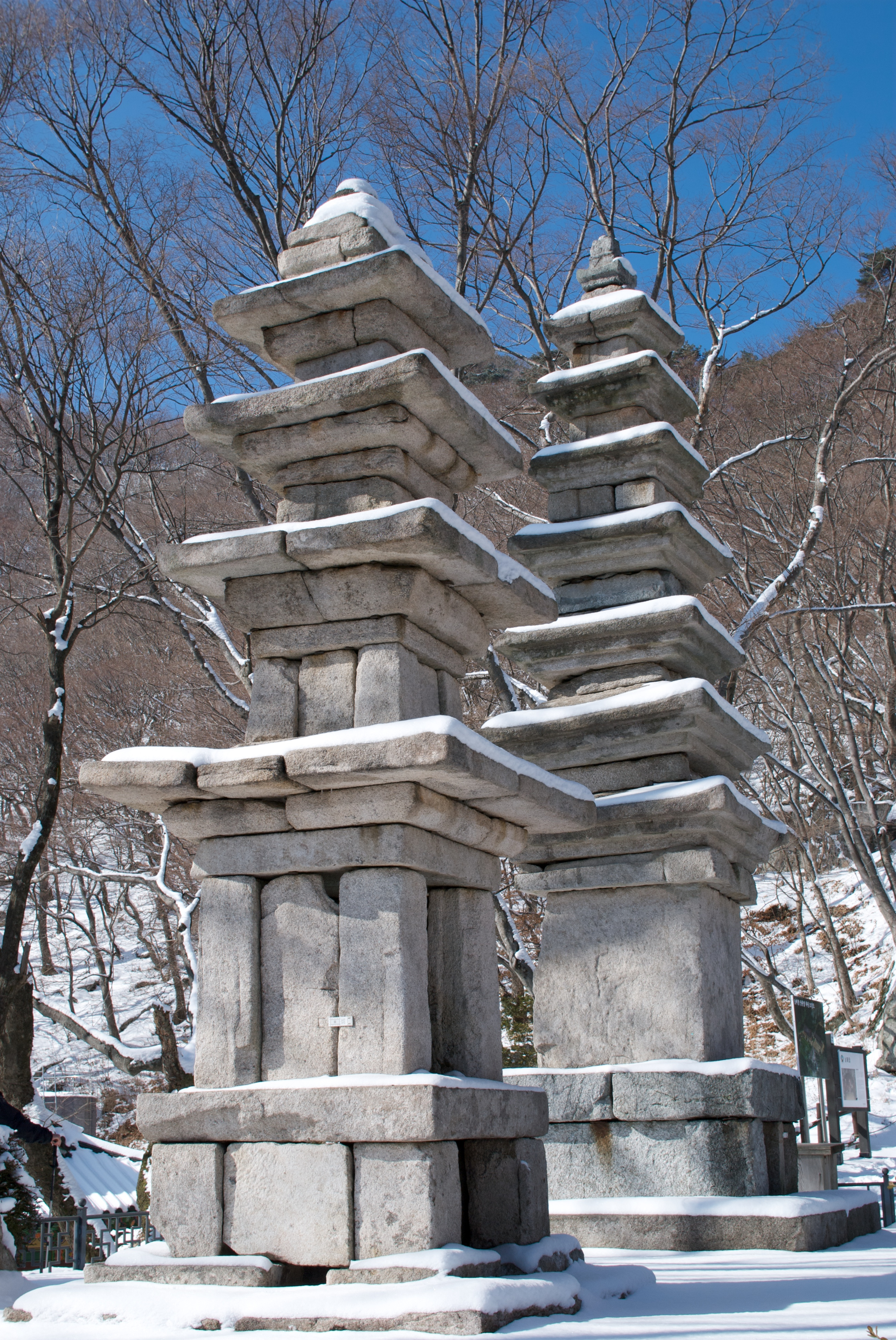
Les deux pagodes jumelles de Nammaetap sur le mont Gyerong, Chungcheong du Sud

Le bouddhisme coréen se distingue des autres formes du bouddhisme par ses tentatives de résoudre certaines incohérences du bouddhisme mahāyāna. Les premiers moines coréens pensaient que les traditions qu'ils avaient reçues des autres pays étaient incohérentes. Ils ont donc développé une nouvelle approche holistique du bouddhisme. Cette approche est caractéristique d'à peu près tous les penseurs coréens et résulte en une variante propre du bouddhisme appelée tongbulgyo (le bouddhisme interpénétré) par les érudits coréens. 
Actuellement, le bouddhisme coréen est constitué essentiellement par la lignée seon. Le seon est en relation étroite avec les autres traditions Mahayana qui portent l'empreinte des enseignements chan de Chine et du zen du Japon. D'autres sectes, telles que le taego, une reprise contemporaine du cheontae, l'ordre jingak (une secte ésotérique moderne) et la nouvelle formation du won ont atteint une taille notable. Le bouddhisme coréen a aussi apporté une importante contribution au bouddhisme de l'Asie orientale, en particulier aux premières écoles des bouddhismes chinois, japonais et tibétains. 

## Histoire
Lorsque le bouddhisme fut introduit en Corée en 372, c'est-à-dire 800 ans après la mort du Bouddha historique, le chamanisme était la seule religion. Comme il n'y avait pas de conflit apparent avec les rites de vénération de la nature, le bouddhisme put se fondre avec le chamanisme. En conséquence, les montagnes qui étaient réputées pour abriter les esprits devinrent les sites d'implantation des temples bouddhistes.
Le chamanisme coréen considérait essentiellement trois esprits : Sanshin (l'esprit de la montagne), Toksong (l'ermite) et Chilsong (l'esprit des sept étoiles, la Grande Ourse). Le bouddhisme coréen accepta et absorba ces trois esprits et même maintenant, des sanctuaires spéciaux sont prévus pour eux dans de nombreux temples. L'esprit de la montagne reçoit une attention particulière afin d'apaiser les esprits locaux lorsque le temple se trouve sur une montagne. Ce mélange de bouddhisme et de chamanisme est connu sous le nom de bouddhisme coréen même s'il conserve les enseignements fondamentaux de Bouddha. 
Bien qu'il fût initialement largement accepté, formant même la base idéologique du royaume de Goryeo, le bouddhisme fut sévèrement réprimé durant des siècles sous la dynastie Joseon. Pendant cette période, l'idéologie néoconfucianiste était dominante.
La persécution s'arrêta seulement après que des moines bouddhistes eurent aidé à repousser une invasion japonaise à la fin du XVIe siècle. La situation du bouddhisme ne s'améliora qu'après la chute de la dynastie Choseon et l'occupation japonaise (1910-1945). Après la Seconde Guerre mondiale, l'école seon du bouddhisme gagna de l'importance tout comme le christianisme. Actuellement, les bouddhistes représentent 23 % de la population en Corée du Sud et 2 % en Corée du Nord.

## Le bouddhisme au temps des Trois Royaumes

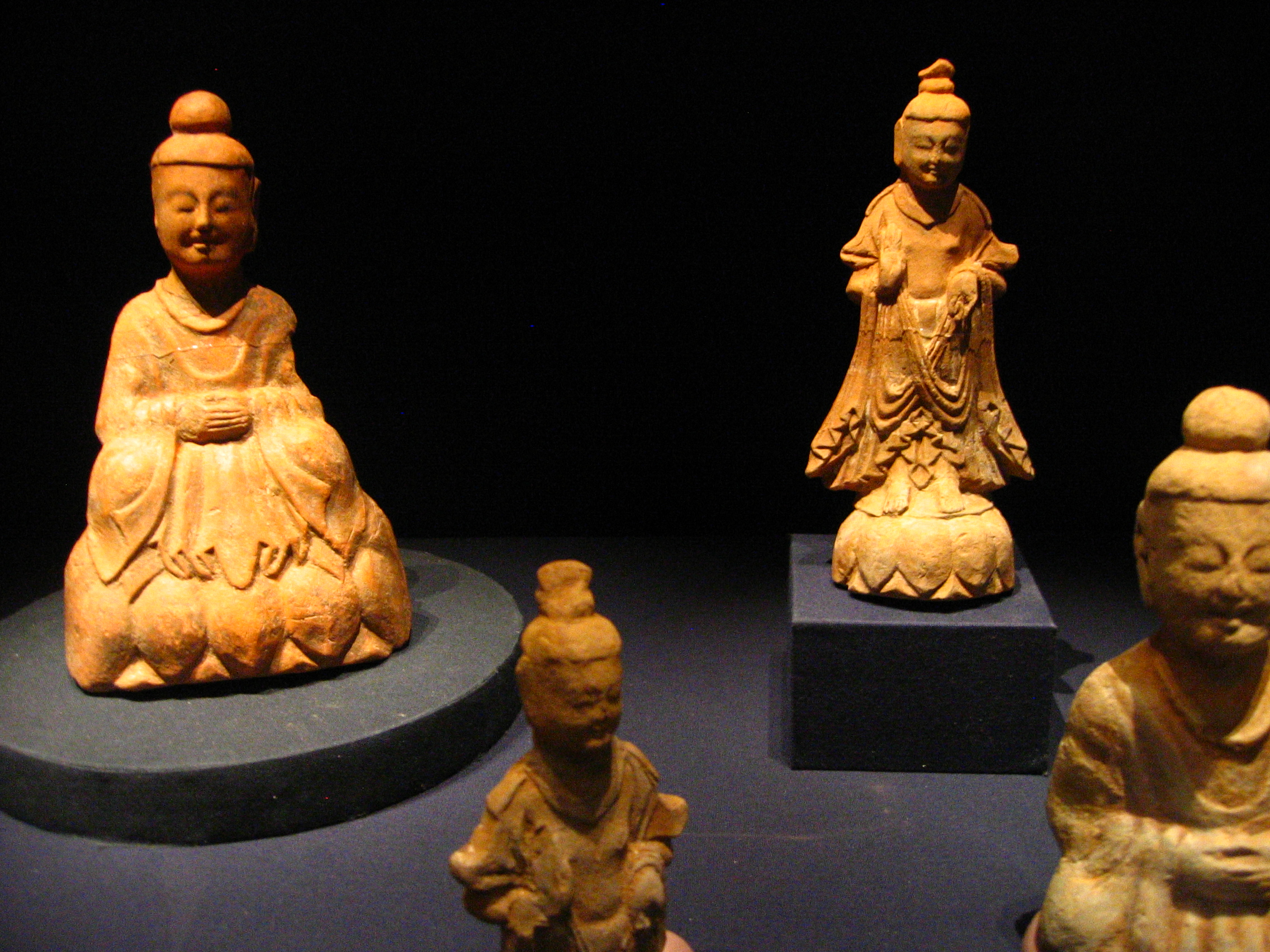
Bouddhas et bodhisattvas en argile de Goguryeo, VIe siècle.

Lorsque le bouddhisme fut introduit en Corée au IVe siècle, la péninsule coréenne était divisée en trois royaumes : Goguryeo au nord, Baekje au sud-ouest et Silla au sud-est. Il existe des preuves que le bouddhisme fut introduit avant la date acceptée habituellement. Ainsi, une tombe du milieu du IVe siècle découverte près de Pyongyang incorpore des motifs bouddhistes dans la décoration de son plafond. Le Haedong Goseungjeon rassemble des biographies de moines de la période des trois royaumes.

### Goguryeo
En 372, le moine Sundo fut envoyé par l'empereur Fú Jiān de Qin antérieur à la cour du roi Sosurim de Goguryeo. Il apporta des textes et des statues; les dirigeants de Goguryeo et leurs sujets acceptèrent rapidement ses enseignements. Le bouddhisme en Chine était dans une forme rudimentaire, consistant essentiellement de la loi de la cause et des effets et de la recherche du bonheur. Ces préceptes avaient beaucoup de choses en commun avec le chamanisme, ce qui facilita son assimilation.

### Baekje
En 384, le moine Marananta de Sérinde arriva à Baekje. La famille royale accepta ses enseignements et le roi Asin proclama : « Le peuple doit croire au bouddhisme et chercher le bonheur. »

### Silla
Le bouddhisme ne pénétra pas au royaume de Silla avant le Ve siècle. La population fut d'abord attirée par le bouddhisme, mais l'aristocratie s'y opposait. Cependant, en 527, Ichadon, un éminent officier de la cour, se présenta au roi Pophung et annonça qu'il était devenu bouddhiste. Le roi lui fit couper la tête, mais du lait sortit de ses blessures à la place du sang. Cet épisode célèbre est représenté par des peintures du temple de Haeinsa et par un monument en pierre du musée national de Gyeongju. Ce signe fut accepté comme une manifestation du ciel et le bouddhisme fut déclaré religion d'État la même année.
Pendant le règne du roi suivant, celui de Chinhung, le bouddhisme fut encouragé. Des jeunes hommes étaient entraînés physiquement et spirituellement dans le hwarangdo suivant les principes bouddhistes pour être capables de défendre le royaume. Plus tard, le roi Chinhung se fit moine.
Beaucoup de moines de Corée voyagèrent en Chine pour étudier le bouddhisme, surtout à la fin du VIe siècle. Le moine Banya (562-613?) est connu pour avoir étudié avec Zhiyi, le maître du tiantai et avec Gyeomik de Baekje. Il voyagea jusqu'en Inde pour apprendre le sanscrit et étudier les vinayas. Ces moines rapportèrent de nombreuses écritures de l'étranger et s'activèrent comme missionnaires en Corée et au Japon. La date de la première mission au Japon est inconnue, mais un deuxième détachement d'érudits fut envoyé en 577 suivant l'invitation des dirigeants japonais. La forte influence de la Corée sur le développement du bouddhisme au Japon persista dans la période du Silla unifié. C'est seulement au 8e ou au IXe siècle que les moines japonais produisirent des études indépendantes en nombre significatif. 
Plusieurs écoles de pensée se développèrent en Corée à cette époque :
- le samnon (sanlun en chinois), une école fondée sur la doctrine Madhyamika, le chemin du milieu
- le gyeyul (vinaya en sanscrit), une école qui se concentrait sur l'étude et l'implémentation de la discipline morale
- le yeolban (nirvāna en sanscrit), fondé sur les thèmes du mahāparinirvāna-sūtra.

L'école Wonyung (Yuanrong en chinois) fut formée vers la fin de la période des trois royaumes. Elle conduisit à l'actualisation de la métaphysique de l'interpénétration définie préalablement par le huayanjing. Elle fut rapidement considérée comme la meilleure école, en particulier au sein de l'aristocratie. Cette école fut ensuite connue sous le nom de hwaeom (huayan en chinois) et fut l'école importée qui a fonctionné le plus longtemps. Elle est étroitement reliée au Beopsong, une école coréenne de la pensée.
Le moine Jajang est reconnu comme une force majeure pour l'adoption du bouddhisme comme religion nationale. Il est aussi connu pour sa participation à la fondation du sangha coréen, un genre de communauté monastique.

## Le bouddhisme au temps du Silla unifié (668-935)

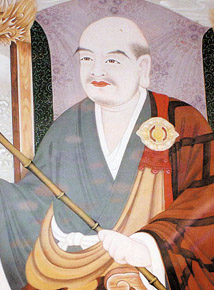
Myeongjeok Doui (-825), maître du seon.

En 668, le royaume de Silla parvint à unifier la péninsule tout entière. Il s'ensuivit 100 ans de stabilité politique très propice pour l'étude du bouddhisme. En général, les domaines les plus populaires étaient le wonyung, une version orientale du yogacara, le jeongto (la terre de Bouddha) et le beopsong, l'école de la nature du dharma. Le moine Wonhyo a enseigné la pratique jeongto du yeombul qui devint très populaire parmi les érudits et les laïcs et qui a eu une influence durable sur le bouddhisme coréen. Son travail qui tente une synthèse de doctrines chinoises et indiennes à priori divergentes se fonde sur la fonction-essence (體用) qui était prisée par les écoles philosophiques d'Extrême-Orient.
Uisang (625-702), un ami de Weonhyo, se rendit à Changan pour étudier avec les patriarches Zhiyan (600-668) et Fazang (643-712). Il revint 20 ans plus tard, son travail a contribué à faire du Hwaeom une des doctrines les plus influentes du bouddhisme coréen tout comme la pensée « tong bulgyo » de Weonhyo. Les principes du Hweaom ont été assimilés par l'école de méditation coréenne, l'école Seon.
En retour, le bouddhisme de Silla et en particulier celui de ces deux philosophes a marqué le bouddhisme chinois. Les commentaires de Weonhyo ont eu une forte influence sur le travail de Fazang et les commentaires de Weonchuk (631-696) sur le Samdhinirmocana-soutra ont eu une forte influence sur le bouddhisme tibétain. 
Tout comme dans la Chine des Tang et dans le Japon de la période Nara, le développement du bouddhisme a été à l'origine de nombreuses réalisations dans d'autres domaines de la culture, en particulier en peinture, en littérature, en sculpture et en architecture. À cette époque, beaucoup de temples furent construits, les deux sites les plus remarquables étant le temple de Bulguksa, célèbre pour ses pagodes, et la grotte de Seokguram, connue pour la beauté de ses sculptures. 
Une nouvelle phase du bouddhisme commença à la fin du Silla unifié avec l'arrivée du seon (la méditation, connu sous le nom de chan en Chine et de zen au Japon). En Chine, ce mouvement fondé sur la méditation apparut aux sixième et septième siècles. Son arrivée créa rapidement des tensions avec les écoles académiques déjà établies qui étaient fondées sur l'apprentissage. 
La première introduction du seon en Corée est généralement attribuée à Beomnang, un étudiant du maître chinois Daoxin (580-651). Il fut ensuite popularisé par Sinhaeng (704-779) et Doui (-825). À partir de ce moment-là, beaucoup de Coréens partirent étudier le Chan en Chine et à leur retour, établirent leur propre école avec leurs propres disciples dans des monastères de montagne. Au départ, le nombre de ces écoles fut fixé à neuf et le Seon fut nommé l'école des neuf montagnes (gusan en coréen). Huit d'entre elles étaient issues de la lignée de Mazu Daoyi (709-788). La seule exception était l'école de Sumisan fondée par Ieom (869-936) issue de la lignée de Caodong. 

## Le bouddhisme religion d'État au temps de Goryeo (918-1392)

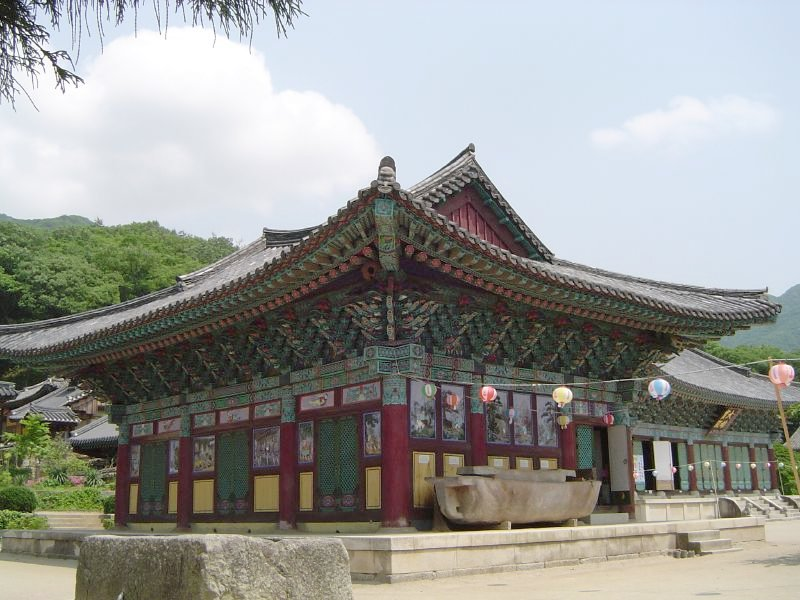
Le temple de Songgwangsa

Initialement, les nouvelles écoles seon étaient considérées par l'établissement comme un mouvement radical et dangereux. En conséquence, les fondateurs des monastères des neuf montagnes se heurtèrent à une forte résistance appuyée par l'influence que possédaient les anciennes écoles à la cour royale. Cette lutte continua pendant presque toute la période Goryeo, mais graduellement, l'école seon s'imposa avec son argument de posséder la vraie transmission de l'illumination intérieure. Plus tard, la position adoptée par les écoles seons, s'appuyant essentiellement sur les travaux de Jinul, ne reposait pas sur l'affirmation d'une nette supériorité des méthodes Seon de méditation, mais plutôt sur la déclaration d'une unité intrinsèque et d'une complémentarité mutuelle des anciennes doctrines (le gyo) et du seon. Pendant cette période, le seon s'est épanoui et devint la religion de l'État, recevant de grands privilèges et s'impliquant fortement dans les affaires de la famille royale et de la cour. 
Uicheon était un autre important défenseur de l'unité du seon et des anciennes doctrines. Comme la plupart des moines du début de la période de Goryeo, il commença son étude du bouddhisme avec le hwaeom. Plus tard, il voyagea en Chine et à son retour, il diffusa les enseignements du Ch'ŏnt'ae (tiantai en chinois) qui fut bientôt reconnu comme une seconde école du seon. C'est ainsi que cette période fut appelée l'époque des « cinq doctrines et des deux écoles de méditation ». Cependant, Uicheon mourut relativement jeune sans pouvoir voir cette unification se réaliser.
Jinul (1158-1210) est le personnage le plus représentatif du seon à Goryeo. En ce temps-là, le sangha était en crise à cause de sa réputation et à cause de problèmes de doctrine. Le bouddhisme était corrompu par un nombre toujours plus important de moines et de nonnes avec des motivations douteuses disant la bonne aventure et proposant des prières et des rituels pour garantir le succès d'affaires séculières. En conséquence, les dirigeants bouddhistes de l'époque s'attachèrent à réformer leur mouvement.

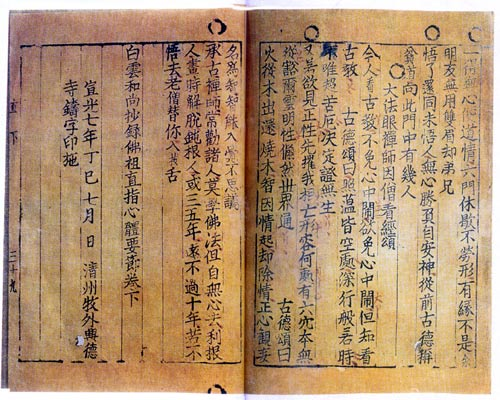
Le jikji, recueil de textes bouddhistes et de maîtres du seon. Plus ancien livre imprimé én caractères mobiles métalliques connu (1377).

Jinul chercha à établir un nouveau mouvement à l'intérieur du seon qu'il appela la société samadhi et prajna, dont le but était de créer une communauté de praticiens purs d'esprit et disciplinés au plus profond des montagnes. Il accomplit cette mission en fondant le monastère de Songgwangsa au mont Jogye. Le travail de Jinul est caractérisé par une analyse profonde et par une reformulation des méthodes d'études du Seon. Le rapport entre les méthodes « graduelles » et « soudaines » pour atteindre l'éveil parfait a reçu une attention particulière de la part de Jinul après que ce sujet eut été longuement étudié au sein du chan chinois. En se fondant sur les traitements de Zongmi (780-841) et Dahui (1089-1163), Jinul arriva à la conclusion célèbre d'une « illumination soudaine suivie d'une pratique graduelle », qu'il présenta de manière claire et concise dans ses écrits. Dans sa pratique, il reprit aussi la méthode gwanhwa introduite par Dahui. Encore aujourd'hui, cette forme de méditation est la principale méthode enseignée par le seon. Sa résolution au niveau philosophique du conflit entre le seon et les anciennes doctrines (le gyo) eut un effet durable et profond sur le bouddhisme coréen.
Dans la deuxième moitié de Goryeo, le bouddhisme entama son déclin à cause de la corruption et de la montée d'un fort ressentiment philosophique et politique contre cette religion. Toutefois, trois moines marquèrent cette époque : Gyeonghan Baeg'un (1298-1374), Taego Bou (1301-1382) et Naong Hyegun (1320-1376). Après avoir appris le linji (imje en coréen) dans la Chine des Yuan, ils revinrent enseigner ces nouvelles méthodes et eurent des centaines de disciples. Cependant, Gyeonghan et Naong montrent déjà un fort intérêt pour le confucianisme et le taoïsme en raison de l'influence grandissante de la philosophie chinoise comme base de l'éducation officielle. À partir de cette époque, les moines bouddhistes coréens eurent une tendance marquée à supporter les « trois enseignements ».
C'est de la période de Goryeo que date la production de la Tripitaka Koreana, un recueil de textes sacrés bouddhistes gravés dans des tablettes de bois. La première édition fut préparée entre 1210 et 1231, mais détruite par le feu lors des invasions mongoles de 1232, la seconde a été écrite de 1214 à 1259 et est conservée au temple de Haeinsa. Elle a servi de référence pour le canon bouddhiste en Extrême-Orient pendant près de 700 ans. Le Jikji est une autre source importante : c'est une anthologie des enseignements des grands prêtres bouddhistes compilée par le moine Seon Baegun (1298-1374). Publié en 1377, il s'agit du plus vieux livre imprimé à l'aide de caractères mobiles en métal.

## La répression sous la dynastie Joseon (1392-1910)

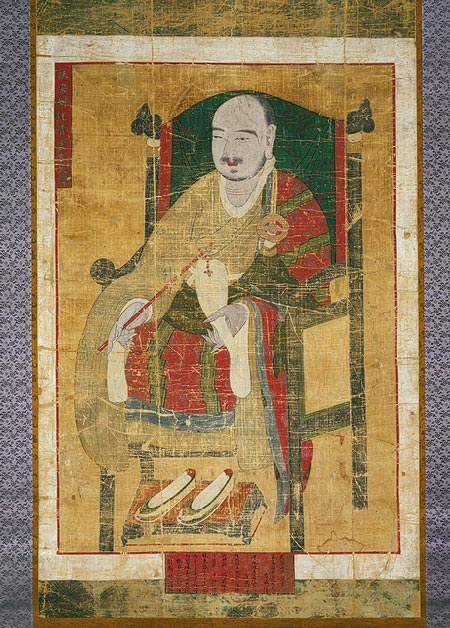
Portrait de Seosan (1520-1604), encre sur soie

Au XIVe siècle, le royaume de Goryeo souffrait des excès du bouddhisme. Il y avait trop de moines et de nonnes, beaucoup d'entre eux n'étant dans le sangha que pour échapper aux taxations et au service gouvernemental. Il y avait aussi trop de temples à supporter et trop de rituels élaborés, le bouddhisme était devenu un frein important pour l'économie nationale. Le gouvernement lui-même souffrait de la corruption et devait se livrer à des guerres sur ses frontières nord et est. Dans ces conditions, un mouvement néo-confucianiste et strictement anti-bouddhiste prenait de l'ampleur et devenait une puissance politique.
En 1388, le général Ye Seonggye prit le pouvoir et devint le premier roi de la dynastie Joseon sous le nom de Taejo. Il était soutenu par les néo-confucianistes et l'influence du bouddhisme fut successivement réduite durant les 500 années suivantes. Le nombre de temples fut réduit, il passa de plusieurs centaines à 36. Des restrictions à l'admission dans les sanghas furent instaurées et finalement les moines et nonnes bouddhistes furent chassés dans les montagnes avec l'interdiction de se mêler à la société et d'entrer dans les villes. Les funérailles bouddhistes et la mendicité furent interdites. Dans les structures officielles, le bouddhisme de Joseon qui avait débuté sous la forme des « cinq doctrines et deux méditations » fut d'abord limité à deux écoles, seon et gyo avant d'être réduit à la seule école Seon, ce qui est encore la situation actuelle. 
Occasionnellement, un roi était un peu plus favorable au bouddhisme et supprimait certaines de ces interdictions. C'était en particulier le cas au début du règne de Myeongjong (1547-1567). Le bouddhisme fut mieux toléré à partir de la fin du XVIe siècle à cause du rôle des moines lors des invasions japonaises de 1592-1598. À cette époque, le gouvernement était affaibli par des querelles intestines et ne fut pas capable d'organiser une forte résistance contre les incursions. La détresse du pays poussa des dirigeants du sangha à rassembler les moines dans des unités de guérilla qui rencontrèrent quelques succès. Ce mouvement conduit par Seosan Hyujeong (1520-1604) finit par compter plusieurs milliers de membres. La présence de cette armée de moines fut un facteur important dans l'expulsion des envahisseurs japonais.
Seosan est aussi connu pour ses efforts pour une unification des doctrines et des pratiques bouddhistes. Son travail était fortement influencé par Wonhyo, Jinul et Giwha. C'est le personnage central du renouveau du bouddhisme de l'époque de Joseon. La plupart des courants actuels du seon font remonter leur lignée jusqu'à Seosan et un de ses quatre disciples : Yu Jeong (1544-1610), Eongi (1581-1644), Taeneung (1562-1649) et Ilseon (1533-1608) qui furent ses lieutenants pendant la guerre contre le Japon.
Les biographies de Seosan et de ses quatre lieutenants se ressemblent et elles sont emblématiques du style de vie des moines Seon. La plupart commencèrent par étudier le confucianisme et le taoïsme. Se tournant vers le seon, ils avaient une vie nomade, voyageant d'un monastère à l'autre. À ce stade, il s'initiaient à la méditation gwanhwa, le composant principal de la pratique Seon.

## Le bouddhisme pendant l'occupation japonaise (1910-1945)
L'occupation japonaise causa beaucoup de souffrances au peuple coréen et au sangha. Celle-ci devait se plier à un grand nombre de régulations émises par le gouvernement japonais. Les bouddhistes japonais demandèrent le droit de faire du prosélytisme dans les villes, supprimant l'interdiction pluriséculaire pour les nonnes et les moines d'entrer dans les villes. La création de nouvelles sectes telles que le bouddhisme won et la présence de missionnaires chrétiens provoquèrent des turbulences supplémentaires au sein de la communauté bouddhiste traditionnelle. La tradition japonaise qui autorisait le mariage des prêtres bouddhistes s'opposait au style de vie des moines coréens qui vivaient dans le célibat. Les autorités japonaises encourageaient cette pratique, nommaient les chefs des temples et ont emmené beaucoup d'œuvres d'art au Japon. Les négociations pour le rapatriement de ces pièces sont encore en cours. 

## Le bouddhisme et l'occidentalisation (1945-)

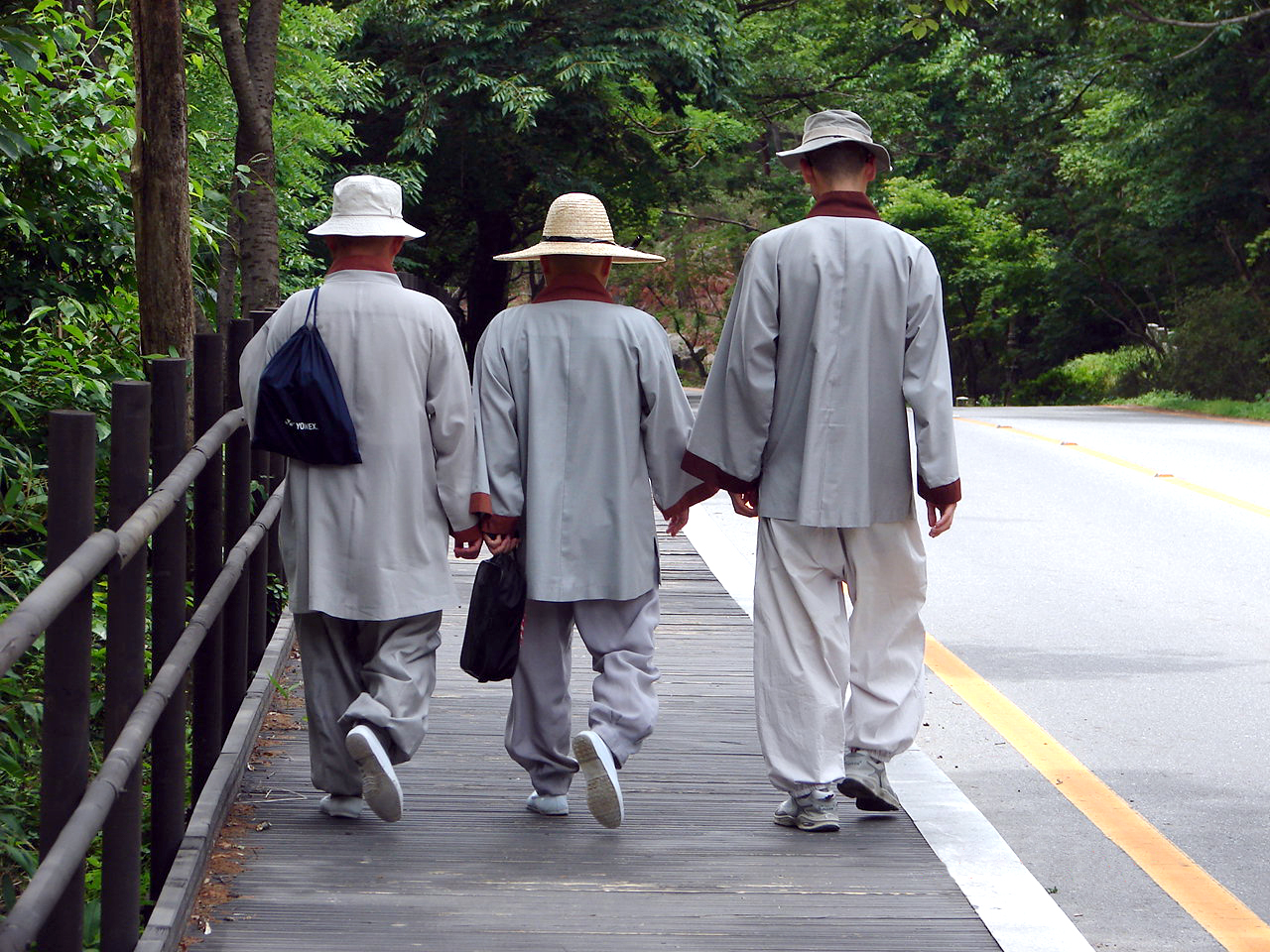
Des moines bouddhistes à Hwaeomsa

À la libération, les moines célibataires de l'ordre jogye commencèrent à reprendre le contrôle des temples qui étaient dans les mains de prêtres mariés. Cet ordre se considère comme le principal représentant du bouddhisme en Corée et appartient à l'école seon. La pratique est restée proche de celle de Jinul, qui combina la méditation gwanhwa et l'étude des textes bouddhistes. La vie dans le sangha est essentiellement itinérante : chaque moine a un monastère d'origine, mais il voyage régulièrement à travers les montagnes d'un monastère à l'autre, restant aussi longtemps qu'il le désire pour apprendre et enseigner. Depuis la deuxième moitié du XXe siècle, de plus en plus d'aspirants occidentaux se rendent dans les monastères de Corée.

### Corée du Sud
Dans les années 1950, Syngman Rhee chercha à diviser et à affaiblir les sanghas bouddhistes. En 1954, il lança une campagne contre les bouddhistes japonisés. L'éducation occidentale, la scolarisation, l'émancipation des femmes et des pauvres causaient des divisions entre les Coréens. En particulier, un grand fossé se creusa entre les prêtres mariés et les moines célibataires. Ces différences étaient si grandes qu'elles menèrent à des bagarres pour le contrôle des temples. Des moines jogye menacèrent de se suicider. Pendant que les affrontements entre bouddhistes se poursuivaient, leur influence diminuait. En effet, ils perdaient des sympathisants au profit des missionnaires chrétiens, qui savaient utiliser ces divisions. 
Park Chung-hee (1961-1979) essaya sans succès de mettre un terme à cette dispute en construisant une organisation bouddhiste pan-nationale. Dans les années 1980, le président Chun Doo-hwan s'attaqua aussi au bouddhisme. Il envoya des troupes contre les temples et laissa arrêter et torturer des centaines de moines.
Les conflits continuèrent dans les années 1990. Le gouvernement accusa les moines bouddhistes d'immoralité, les missionnaires chrétiens poursuivirent leur activité. Plusieurs temples furent incendiés, des statues de Bouddha vandalisées ou décapitées, des croix rouges peintes sur le mur des temples et les statues. Des étudiants d'universités bouddhistes signalent des tentatives agressives de les convertir au christianisme,.

### Corée du Nord
Le régime décourage la pratique d'une religion et surveille étroitement les religieux. Cela concerne aussi le bouddhisme. Officiellement, il y a actuellement 10 000 bouddhistes pratiquants et 200 prêtres réunis dans la fédération des bouddhistes de Corée qui est financée par le gouvernement. 500 temples existaient avant la guerre de Corée. Maintenant, ils ne sont plus que 60, le plus célèbre étant celui de Pohyonsa. Cependant, les bouddhistes sont beaucoup mieux traités que les autres groupes religieux, en particulier les chrétiens, qui sont souvent la cible de persécution. Le bouddhisme est en partie financé par le gouvernement étant donné son rôle important dans la culture coréenne traditionnelle.